# Meindert Schut
Meindert Schut (Den Helder, 3 oktober 1972) is een Nederlands journalist en radiopresentator. Vanaf 1996 was hij journalist voor verschillende mediabedrijven. Sinds 2006 is hij presentator bij BNR Nieuwsradio voor onder meer de Nationale Autoshow en het ochtendprogramma. Hij was van 2011 tot 2015 adjunct hoofdredacteur, toen BNR in 2011 een Marconi Award kreeg voor beste omroep.

## Biografie
Schut studeerde van 1992 tot 1999 aan de Universiteit van Amsterdam. Ondertussen werkte hij vier jaar voor de Lokale Nieuwsdienst Amsterdam als verslaggever, redacteur en sportpresentator. Daarna werkte hij in dienst of freelance voor verschillende opdrachtgevers, waaronder BNR Nieuwsradio van 2003 tot 2005, Talpa en Eyeworks beide daarna tot 2006 en InterMedia tot 2008.
In 2006 werd hij testrijder voor de Nationale Autoshow van BNR Nieuwsradio en sinds 2011 doet hij daarvan ook de presentatie samen met Wouter Karssen. In 2013 was hij als autokenner te gast in het televisieprogramma Pauw & Witteman. Daarnaast presenteert hij sinds 2014 Wereldveroveraars over internationale ondernemers, en van september 2015 tot 2018 Eyeopeners over innovaties. Verder presenteert hij om de week het ochtendprogramma voor BNR.
Sinds september 2008 was hij ook chef redactie en vanaf januari 2011 adjunct hoofdredacteur. In december 2011 werd BNR onder leiding van hoofdredacteur Paul van Gessel en Schut bekroond met de Marconi Award voor beste omroep. Vanaf 2013 werkte hij als adjunct nog enkele jaren samen met hoofdredacteur Sjors Fröhlich.
Eind juni 2015 stopte hij als adjunct hoofdredacteur en richtte vervolgens zijn bedrijf Schut Media Solutions op en in september 2016 Buzzpress samen met John van Schagen. Schut is daarnaast dagvoorzitter. Daarnaast is hij nog steeds presentator voor BNR.